# シャンルウルファスポル
シャンルウルファSK（トルコ語: Şanlıurfa S.K.）は、トルコのシャンルウルファをホームタウンとするサッカークラブ。

## 歴史
1969年、Kahraman UyanışsporとBeşiktaş、11 Nisansporが合併して、シャンルウルファスポルが創設された。
2010年4月23日、トラブゾンスポルと姉妹クラブになることが決定された。

## 歴代所属選手
- セルジャン・ユルドゥルム 2013
- ゲオルギオス・フォタキス 2013-2014
- マリウス・ニクラエ 2014
- ロドリゴ・テージョ 2014-2015